# John-Francis Lecoultre
John-Francis Lecoultre, né le 11 août 1905 au Locle et mort à Clarens (commune de Montreux) le 13 janvier 1990, est un artiste peintre, sculpteur et mosaïste suisse.

## Biographie
John-Francis Lecoultre est né au Locle dans une famille d’artisans : son père, John-Henri (1872-1950), son oncle, Charles Pellaton (1889-1936) et une de ses sœurs, Violette (1903-1985), sont graveurs, horlogers, orfèvres. En 1906, la famille déménage à Clarens. Après avoir terminé sa scolarité au Collège de Montreux, il retourne dans les Montagnes neuchâteloises pour se former à l’École d’art de la Chaux-de-Fonds, où l’a précédé sa sœur Violette.
Dans cette ville marquée par la présence de Charles l’Eplattenier (1874-1946) et  Le Corbusier (1887-1965), un événement artistique a peut-être déterminé le futur bijoutier à devenir peintre et sculpteur : la décoration de l’hôtel de ville du Locle par Ernest Biéler en 1922 (fresque Les Heures). Son chemin croisa à nouveau celui de Biéler en 1932 et 1933-34 puisqu’il fit partie de son équipe de mosaïstes pour La Paix, au Locle, et à Savièse (Valais), pour l’église Saint-Germain.
En 1925, J.-F. Lecoultre part à Paris pour se former. Il a vingt ans. Sa formation de bijoutier l’aide en lui fournissant un gagne-pain. Jusqu’en 1939, son existence se déroule entre Paris et la Suisse, entre peinture, sculpture (modelage) et arts décoratifs. Une de ses adresses parisiennes est connue : en 1931, il habite au 4 rue Alfred-Stevens, non loin de Montmartre ; mais à cette époque, la scène artistique d’avant-garde s’est déplacée à Montparnasse, et il ignora les révolutions picturales contemporaines, son style restant marqué par l’esthétique des années trente et son admiration pour Hodler et Biéler.
En 1931 et 1932, à Paris, le jeune artiste expose au Salon d’automne. Entretemps, il a collaboré à la mosaïque La Paix de E. Biéler, collaboration qui se poursuivit sur le chantier de Saint-Germain de Savièse.
Fort de cette expérience, il crée à son tour. Sa mosaïque, Les Rois Mages, est exposée en 1935 au Salon de l’Œuvre à Genève. Elle orne le porche de l’église des Brenets. Il reçoit ensuite commande de la paroisse occidentale de Montreux pour son temple : La Foi, l’Espérance et la Charité. 
Le temple de Clarens est consacré le dimanche 31 octobre 1937. Voici ce qu’écrit le pasteur M.  Gardiol : « Au-dessus d’une porte de chêne massif, une belle mosaïque de 5 m2, de M. Francis Lecoultre, autre artiste montreusien, étale ses couleurs chaudes et chatoyantes. Trois anges aux ailes déployées  ou repliées symbolisent l’Espérance, la Charité, la Foi. N’est-ce pas sous le signe de ces vertus théologales qu’a été placé notre Temple et nos trois cloches ne portent-elles pas les mêmes noms ? » 
D’un second voyage en Italie en 1938, Lecoultre rapporte de nombreux paysages au pastel, sa technique de prédilection. Sur son passeport, établi en 1934[réf. souhaitée], la profession « bijoutier » a été biffée, remplacée  par « peintre. »
À plusieurs reprises, il expose avec sa sœur Violette, graveuse et orfèvre : Lausanne, mars 1935 ; Vevey, mars 1937 ; Vevey, septembre, 1942 ; Lausanne, février 1943 ; Le Locle, février 1944 ; Lausanne, mai 1944. La critique salue les qualités de pastelliste du peintre.
R. de C(érenville) relève : « Les paysages qui nous plaisent le mieux sont ceux du lac ; Lecoultre y rend avec subtilité les bleus des eaux et du ciel, les montagnes mouchetées de blanc. Citons le Grammont, de Clarens, les Montagnes de Savoie. Il atteint là cette zone de vérité où une beauté d’essence supérieure plane au-dessus des choses réelles et il l’aborde avec un respect délicat. Nous avons goûté aussi certains petits pastels où l’artiste a noté la lumière avec vivacité dans des impressions des Tuileries et de la Seine. Enfin J.-F. Lecoultre nous offre deux belles pages d’architectures italiennes (…). Ce sont là de bons pastels lumineux et solides. »
Parallèlement à son engagement dans l’armée (Service complémentaire) et à sa pratique picturale, le peintre, qui n’a pas cessé de modeler, tente de se faire connaître en participant à des concours fédéraux de sculpture. En 1939, il avait obtenu le 5e prix au concours pour la décoration de la façade du théâtre de l’Exposition nationale de Zurich. En 1941, il est classé 10e sur 75 concurrents au concours ouvert par le Département de l’Intérieur pour un bas-relief destiné au nouveau bâtiment des postes à Berne. Il fait un dernier envoi au concours pour le monument au général Guisan, en 1961, puis renonce.
Dans l’après-guerre, l’élan de la carrière de J.-F. Lecoultre retombe ; après la démobilisation, il ne quitte plus Clarens, où il a fondé une famille. Affecté dans sa santé par le diabète, se tenant à l'écart de la vie artistique vaudoise, il ne cesse pourtant ni de modeler ni de peindre – des paysages au pastel, sa technique de prédilection.
Dès 2021, sa fille a légué de nombreux tableaux à la Fondation Ateliers d'artiste.

## Collections publiques
- Barques latines au port, pastel 19 × 25 cm, musée du Léman, Nyon
- Les Rois Mages, mosaïque, église des Brenets
- La Foi, l’Espérance et la Charité, mosaïque, temple de Clarens
- Saint-Pierre depuis la Rade, Genève, pastel 19x25 cm, Commune de Cologny

## Expositions
- Exposition à Savièse (Valais, Suisse), maison de la culture, du 22 août au 18 octobre 2015, avec plus de 80 tableaux.
- John-Francis Lecoultre – Un pastelliste d'exception, exposition du 26 juin au 20 décembre 2020 à la Villa Le Lac.
- Parcours pictural dans la Châtaigneraie historique de Saint-Gingolph (Valais, Suisse) en 2021, exposition libre en plein air : impression sur bâches des plus beaux pastels de J.-F. Lecoultre.

## Publications
Leporello bilingue français-anglais John-Francis Lecoultre – Un pastelliste d'exception, Call me Edouard Éditeurs | Publishers, 2020